# 当代长篇小说年度最佳奖
《當代》长篇小说年度最佳奖，由2004年至2008年頒發“读者奖”和“专家奖”，分別由读者网上投票和由专家评委现场记名投票。2009年起取消兩獎制，只评选“年度最佳”，評委團擴展為作家、評論家、出版方、讀者以及媒體。

## 獲獎作品

### 2004年度
- 专家奖：王剛《英格力士》
- 读者奖：王剛《英格力士》
  - 提名作品：姜戎《狼图腾》、王海鸰《中国式离婚》、范稳《水乳大地》、张平《国家干部》、格非《人面桃花》、王蒙《青狐》、李洱《石榴树上结樱桃》、海岩《河流如血》、董立勃《米香》

### 2005年度
- 专家奖：贾平凹《秦腔》
- 读者奖：杨志军《藏獒》
  - 提名作品：阿来《空山》、余华《兄弟》(上)、毕飞宇《平原》

### 2006年度
- 专家奖：铁凝《笨花》
- 读者奖：王海鸰《新结婚时代》
  - 提名作品：莫言《生死疲劳》、蘇童《碧奴》、都梁《狼烟北平》、严歌苓《第九个寡妇》、史铁生《我的丁一之旅》、余華《兄弟》（下）、

### 2007年度
- 专家奖：刘震云《我叫刘跃进》
- 读者奖：艾米《山楂树之恋》
  - 提名作品：王安忆《启蒙时代》、贾平凹《高兴》、池莉《所以》、张炜《刺猬歌》、曹乃谦《到黑夜想你没办法》、麦家《风声》、格非《山河入梦》、阿来《空山2》

### 2008年度
- 专家奖：毕飞宇《推拿》
- 读者奖：杨志军《藏獒3》
  - 提名作品：阎真《因为女人》、赵本夫《无土时代》、严歌苓《小姨多鹤》、王朔《和我们的女儿谈话》、蒋子龙《农民帝国》、鹿桥《未央歌》、阎连科《风雅颂》、都梁《荣宝斋》

### 2009年度
- 年度最佳：刘震云《一句頂一萬句》
  - 提名作品：蘇童《河岸》、阿來《格薩爾王》、莫言《蛙》、虹影《好兒女花》、王安憶《月色撩人》、嚴歌苓《赴宴者》、王跃文《蒼黃》、王刚《福布斯咒語》、張翎《金山》、崔曼莉《浮沉2》、李可《杜拉拉升職記2》

### 2010年度
- 年度最佳：遲子建《白雪烏鴉》
  - 提名作品：李師江《中文系》、張煒《你在高原》、楊爭光《少年張沖六章》、寧肯《天·藏》

### 2011年度
- 年度最佳：賈平凹《古爐》
  - 提名作品：格非《春盡江南》、劉慈欣《三體3·死神永生》、王安憶《天香》、嚴歌苓《陸犯焉識》

### 2012年度
- 年度最佳：周大新《安魂》
  - 提名作品：刘震云《我不是潘金莲》、格非《隐身衣》、叶广芩《状元媒》、马原《牛鬼蛇神》

### 2013年度
- 年度最佳：贾平凹《带灯》
  - 提名作品：林白《北去来辞》、黄永玉《无愁河的浪荡汉子》、韩少功《日夜书》、苏童《黄雀记》

### 2014年度
- 年度最佳：贾平凹《老生》
  - 提名作品：徐则臣《耶路撒冷》、杨绛《洗澡之后》、阎真《活着之上》、严歌苓《妈阁是座城》

### 2015年度
- 年度最佳：迟子建《群山之巅》
  - 提名作品：周大新《曲终人在》、弋舟《我们的踟蹰》、张者《桃夭》、陶纯《一座营盘》

### 2016年度
- 年度最佳：格非《望春风》
  - 提名作品：贾平凹《极花》、葛亮《北鸢》、方方《软埋》、付秀莹《陌上》

### 2017年度
- 年度最佳：张翎《劳燕》
  - 提名作品：严歌苓《芳华》、李佩甫《平原客》、梁鸿《梁光正的光》、范稳《重庆之眼》

### 2018年度
- 年度最佳：李洱《应物兄》
  - 提名作品：石一枫《借命而生》、徐则臣《北上》、徐怀中《牵风记》、梁晓声《人世间》

### 2019年度
- 年度最佳：阿来《云中记》
  - 提名作品：邓一光《人，或所有的士兵》、格非《月落荒寺》、刘庆邦《家长》、付秀莹《他乡》

### 2020年度[2]
- 年度最佳：迟子建《烟火漫卷》
  - 提名作品：胡学文《有生》、王蒙《笑的风》、冯骥才《艺术家们》、张忌《南货店》

### 2021年度
- 年度最佳：王安忆《一把刀，千个字》
  - 提名作品：刘震云《一日三秋》、东西《回响》、余华《文城》、罗伟章《谁在敲门》

### 2022年度
- 年度最佳：葛亮《燕食记》
  - 提名作品：孙甘露《千里江山图》、王跃文《家山》、魏微《烟霞里》、邵丽《金枝》

### 2023年度
- 年度最佳：毕飞宇《欢迎来到人间》
  - 提名作品：陈彦《星空与半棵树》、张平《换届》、贾平凹《河山传》、李宏伟《信天翁要发芽》

### 2024年度
- 年度最佳：张炜《去老万玉家》
  - 提名作品：邱华栋《空城纪》、王安忆《儿女风云录》、李修文《猛虎下山》、张楚《云落》

## 資料來源
1. ↑  中國網：〈《当代》长篇小说年度奖 逼着刘震云莫言PK （页面存档备份，存于）〉，2010年1月28日。
2. ↑  李琪. . 中国作家网. 2020-12-21  [2021-12-03]. （原始内容存档于2021-12-03） （中文（中国大陆））.

1. 《当代．长篇小说选刊》特色（页面存档备份，存于）